# Lethe minerva
Lethe minerva är en fjärilsart som beskrevs av Fabricius 1775. Lethe minerva ingår i släktet Lethe och familjen praktfjärilar. Inga underarter finns listade i Catalogue of Life.

## Bildgalleri

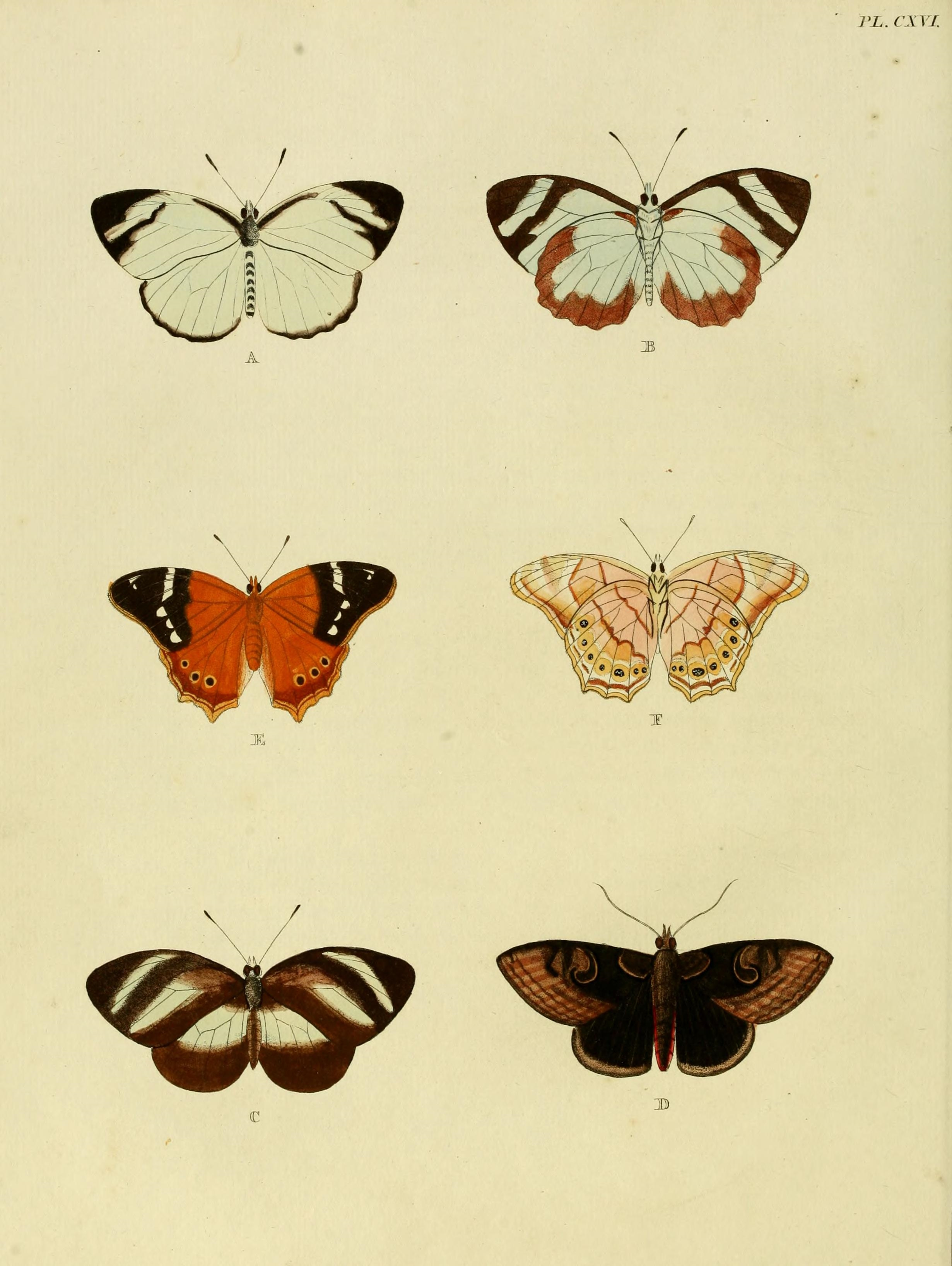
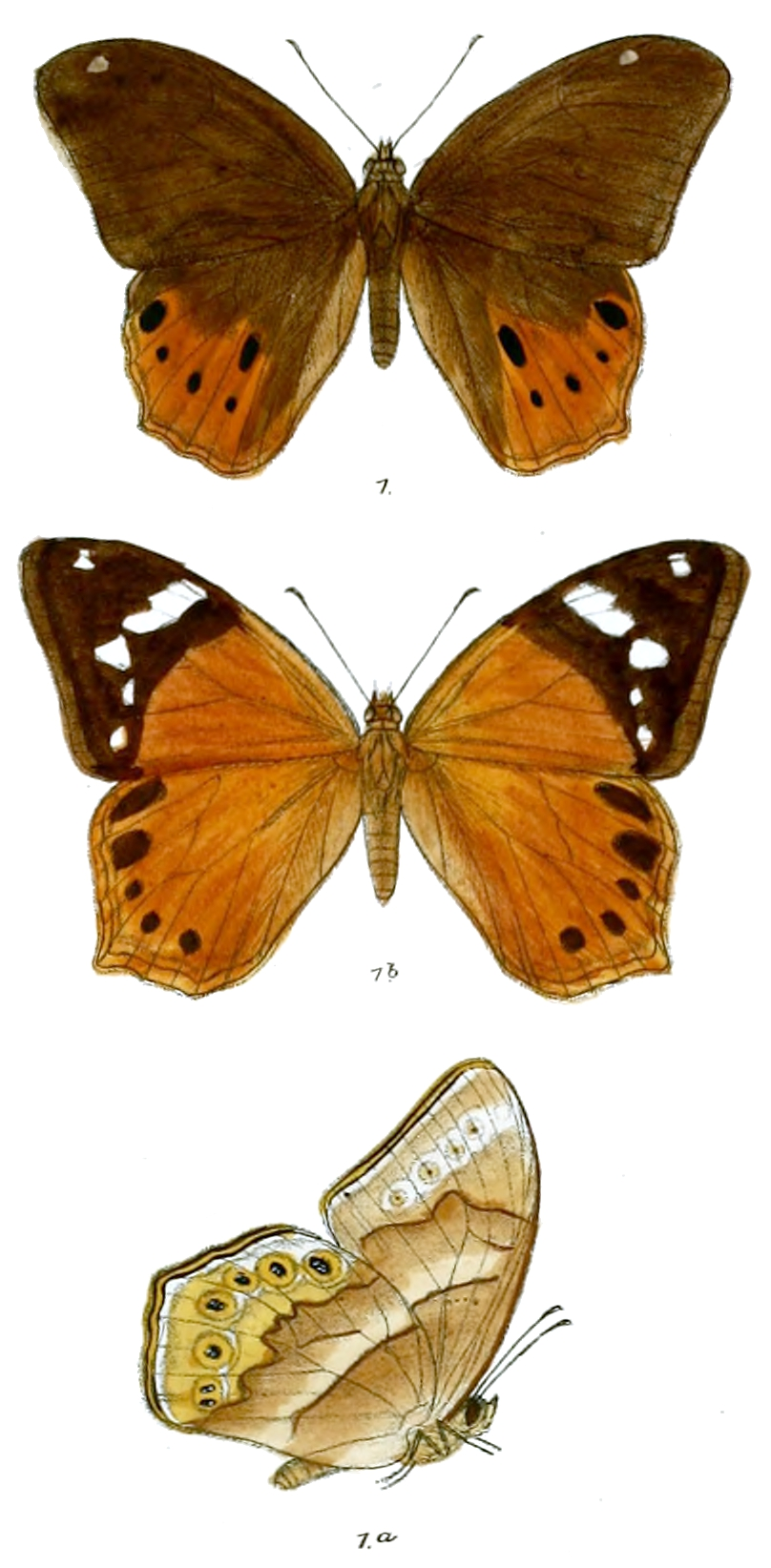